# Хвојњица (Прјевидза)
Хвојњица (слч. Chvojnica) насељено је мјесто са административним статусом сеоске општине (слч. obec) у округу Прјевидза, у Тренчинском крају, Словачка Република.

## Становништво
| Година:    | 1994. | 2004.    | 2014.    | 2024.    |
| ---------- | ----- | -------- | -------- | -------- |
| Број људи: | 209   | 232      | 258      | 224      |
| Разлика:   |       | +11,00 % | +11,20 % | -13,17 % |

| Година:    | 2023. | 2024.   |
| ---------- | ----- | ------- |
| Број људи: | 226   | 224     |
| Разлика:   |       | -0,88 % |

Према подацима о броју становника из 2011. године насеље је имало 251 становника.